# Desiderius
Desiderius, död omkring 786, var langobardernas kung mellan 756 och 774. Han var langobardernas siste kung.
Desiderius började sin offentliga bana som kunglig officer, dux Langobardorum et comes stabuli, "langobardernas konstapel och hertig". Kung Aistulf utnämnde honom till hertig av Istrien och Toscana. Vid Aistulfs död 756 övertog Desiderius kronan. Aistulfs företrädare Ratchis lämnade då sin klostertillvaro i Monte cassino och gjorde nya anspråk på kronan. Desiderius slog dock snabbt ned detta uppror med stöd av påven Stefan II och blev 757 erkänd som kung.
Under efterträdaren på påvestolen Paulus I råkade han i en konflikt som sedan kom att fortgå under de efterföljande påvarna. Karl den store, som lierat sig med påvarna, kom att råka i konflikt med Desiderius, men sedan Karl gift sig med Desiderius dotter, trots påven Stefan III:s motstånd, försonades de båda kungarna. Sedan äktenskapet annullerats och Karls bror Karloman I dött 771 kom dock en brytning mellan Karl den store och Desiderius. Desiderius åtog sig Karlomans söners sak och försökte förgäves få påven att utverka deras kröning till kungar av frankerna.
Han besegrades av Karl efter att ha belägrats i Pavia 774, och fördes som fånge till klostret i Corbie, där han dog 786.
Desiderius son Adelgis flydde till Konstantinopel, där han senare med bysantinsk hjälp försökte göra uppror, men misslyckades, och dog i landsflykten.

## Familj
Desiderius var gift med Ansa, med vilken han fick fem döttrar och en son:
- Anselperga (eller Anselberga), abbedissa av San Salvatores kloster i Brescia
- Adelperga (eller Adelberga), gift med Arechis II av Benevento
- Liutperga (Liutpirc eller Liutberga), gift med Tassilo III  av Bayern
- Desiderata, gift med Karl den store
- Adelchis (eller Adalgis), son och tronarvinge
- Desidana